# Atletismo nos Jogos Olímpicos de Verão de 1896 - Maratona masculina
A maratona masculina foi uma corrida especialmente criada para os Jogos Olímpicos de Verão de 1896. Michel Bréal, um filologista francês, deu a ideia de promover uma corrida da cidade de Marathónas até Atenas, inspirado na lenda de Fidípides. Essa corrida foi nomeada de Maratona. A primeira maratona da história foi uma corrida nacional grega e serviu como qualificatória para a maratona olímpica. A distância da prova em 1896 foi de 40 quilômetros.
Vinte e cinco atletas viajaram para Maratona para a corrida, mas apenas 17 começaram a prova. Com apenas 1500 metros percorridos, Albin Lermusiaux tomou a liderança. Edwin Flack e Arthur Blake se mantiveram em segundo e terceiro até a desistência de Blake no quilômetro 23. No quilômetro 32, Lermusiaux também desistiu, levando Flack à liderança. Entretanto, a liderança não era segura, pois o grego Spiridon Louis estava usando toda a sua resistência para se aproximar de Flack.
Cansados demais para continuar seu ritmo, Flack desistiu da corrida a 4 quilômetros do fim. Louis ficou sozinho na liderança, terminando os 40 quilômetros em pouco menos de três horas. Charilaos Vasilakos chegou em segundo, muito próximo de Spiridon Louis e Gyula Kellner. 

## Medalhistas
| Ouro   | GRE Spiridon Louis      |
| Prata  | GRE Charilaos Vasilakos |
| Bronze | HUN Gyula Kellner       |

## Resultados

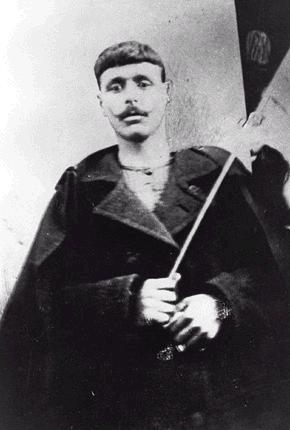
Spiridon Louis, vencedor da maratona.

| Pos. | Atleta                      | Tempo        |
| ---- | --------------------------- | ------------ |
|      | GRE Spiridon Louis          | 2:58:50      |
|      | GRE Charilaos Vasilakos     | 3:06:03      |
|      | HUN Gyula Kellner           | 3:06:35      |
| 4    | GRE Ioannis Vrettos         | Desconhecido |
| 5    | GRE Eleitherios Papasimeon  | Desconhecido |
| 6    | GRE Dimitrios Deligiannis   | Desconhecido |
| 7    | GRE Evangelos Gerakeris     | Desconhecido |
| 8    | GRE Stamatios Masouris      | Desconhecido |
| 9    | FRA Sokratis Lagoudakis     | Desconhecido |
| –    | AUS Edwin Flack             | DNF (37 km)  |
| –    | FRA Albin Lermusiaux        | DNF (32 km)  |
| –    | GRE Ioannis Lavrentis       | DNF (24 km)  |
| –    | GRE Georgios Grigoriou      | DNF (24 km)  |
| –    | USA Arthur Blake            | DNF (23 km)  |
| –    | GRE Ilias Kafetzis          | DNF (9 km)   |
| –    | GRE Dimitrios Khristopoulos | DNF          |
| DSQ  | GRE Spiridon Belokas        | 3:06:30      |